# Adam Henkell
Adam Henkell est né 1801 à Mayence en l'ancien chef-lieu du département du Mont-Tonnerre. Il fonde en 1832 la maison de Henkell & Compagnie commerçant de vins et vins effervescent à Mayence. Il décède 1866. Il est enterré au cimetière principal de Mayence.
Lorsque Adam Henkell est né, Mayence était sous le joug Français (voir: Histoire de Mayence). C'est ainsi qu'il apprit dès son plus jeune âge l'art de vivre français. Il se sentit probablement Français dès le retour lorsqu'en 1832 il commença à produire du vin mousseux et fonde la maison Henkell. Au début, ils firent commerce de vins de la Hesse-rhénane et autres vins de la région mayençaise. En 1856 il produit 12000 bouteilles du vin mousseux.
Le fondateur de la maison Henkell décède en 1866. Rudolf son fils, prend la tête de la société. 